# Aiguebelle
Aiguebelle (früher italienisch Acquabella) ist eine Commune déléguée in der französischen Gemeinde Val-d’Arc mit 1.189 Einwohnern (Stand: 1. Januar 2022) im Département Savoie in der Region Auvergne-Rhône-Alpes.
Die Gemeinde Aiguebelle wurde am 1. Januar 2019 mit Randens zur neuen Gemeinde Val-d’Arc zusammengeschlossen. Sie gehörte zum Kanton Saint-Pierre-d’Albigny (bis 2015: Kanton Aiguebelle).

## Geographie
Aiguebelle liegt etwa 30 Kilometer ostsüdöstlich von Chambéry am Arc. Umgeben wird Aiguebelle von den Nachbargemeinden Bourgneuf im Norden und Nordwesten, Randens im Norden und Nordosten, Montsapey im Osten und Südosten, Argentine im Süden und Südosten, Saint-Georges-d’Hurtières im Süden und Südwesten sowie Montgilbert im Westen.
Durch die Commune déléguée führt die Autoroute A43.

## Bevölkerungsentwicklung
| Jahr                      | 1962  | 1968  | 1975  | 1982  | 1990 | 1999 | 2006  | 2013  |
| Einwohner                 | 1.091 | 1.173 | 1.064 | 1.044 | 848  | 901  | 1.058 | 1.149 |
| Quelle: Cassini und INSEE |       |       |       |       |      |      |       |       |

## Sehenswürdigkeiten

Kirche Saint-Christophe

- Kirche Saint-Christophe
- Burgruine Charbonnières

## Persönlichkeiten
- Philipp I. von Savoyen (vermutlich 1205/1207–1285), Erzbischof von Lyon (1246–1267), Graf von Savoyen
- Giuseppe Farina (1906–1966), Automobilrennfahrer
- Peter D’Aigueblanche (gestorben 1268), Bischof von Hereford (1240–1268)